# Parti démocrate (Thaïlande)
Pour les articles homonymes, voir Parti démocrate.
Le Parti démocrate (thaï : พรรคประชาธิปัตย์, RTGS : Phak Prachatipat ; officiellement en anglais Democrat Party, abrégé DP) est un parti politique thaïlandais, classé du centre au centre droit sur l'échiquier politique. Fondé en tant que parti royaliste, il continue aujourd'hui à défendre des idées conservatrices, pro-monarchistes, et en faveur de l'économie de marché.
Plus vieux parti politique encore existant, ses résultats aux différentes élections législatives suivant les années ont largement variées : si le parti accède au pouvoir après être arrivé en tête à la suite des élections de 1948, 1975, 1976 ou septembre 1992, elle n'est jamais parvenue à obtenir une majorité parlementaire absolue. Le Parti démocrate est ainsi plusieurs fois partie prenante de plusieurs coalitions gouvernementales, parfois pro-militaires, notamment dans les années 1980 ou encore à la suite des élections législatives de 2019, de par son alliance avec la coalition pro-junte militaire qui l'a conduit à une chute de ses résultats dans les scrutins suivants.

## Historique des dirigeants

### Chefs
| Portrait                                             | Nom                 | Dates du mandat                                              |
| ---------------------------------------------------- | ------------------- | ------------------------------------------------------------ |
| Khuang Aphaiwong, premier chef du Parti démocrate.   | Khuang Aphaiwong    | 5 avril 1946 - 15 mars 1968 (21 ans, 11 mois et 10 jours)    |
| Seni Pramot, deuxième chef du Parti démocrate.       | Seni Pramot         | 22 avril 1968 - 26 mai 1979 (11 ans, 1 mois et 4 jours)      |
| Thanat Komman, troisième chef du Parti démocrate.    | Thanat Komman       | 26 mai 1979 - 3 avril 1982 (2 ans, 10 mois et 8 jours)       |
| Bhichai Rattakul, quatrième chef du Parti démocrate. | Bhichai Rattakul    | 3 avril 1982 - 26 janvier 1991 (8 ans, 9 mois et 23 jours)   |
| Chuan Likphai, cinquième chef du Parti démocrate.    | Chuan Likphai       | 26 janvier 1991 - 20 avril 2003 (12 ans, 2 mois et 25 jours) |
|                                                      | Banyat Bantadtan    | 20 avril 2003 - 8 février 2005 (1 an, 9 mois et 19 jours)    |
|                                                      | Aphisit Wetchachiwa | 5 mars 2005 - 24 mars 2019 (14 ans et 19 jours)              |
|                                                      | Jurin Laksanawisit  | 15 mars 2019 - 14 mai 2023 (3 ans, 11 mois et 29 jours)      |
|                                                      | Chalermchai Sriorn  | depuis le 9 décembre 2023 (1 an, 7 mois et 18 jours)         |

## Personnalités du Parti démocrate

### Premiers ministres
| Dates                                                                                             | Portrait | Nom et gouvernement                           |
| ------------------------------------------------------------------------------------------------- | -------- | --------------------------------------------- |
| août 1944 – août 1945 (1 an) janvier – mars 1946 (2 mois) novembre 1947 – avril 1948 (5 mois)     |          | Khuang Aphaiwong (Aphaiwong I, II, III et IV) |
| septembre 1945 – janvier 1946 (4 mois) février – mars 1975 (1 mois) avril – octobre 1976 (6 mois) |          | Seni Pramot (Pramot I, II, III et IV)         |
| septembre 1992 – mai 1995 (2 ans et 8 mois) novembre 1997 – février 2001 (3 ans et 3 mois)        |          | Chuan Likphai (Likphai I et II)               |
| décembre 2008 – août 2011 (2 ans et 8 mois)                                                       |          | Aphisit Wetchachiwa (Wetchachiwa)             |

## Résultats électoraux

### Élections législatives
| Année                | Tête de liste       | Voix       | %                              | Rang         | Sièges    | Statut                                               | Gouvernement        |
| -------------------- | ------------------- | ---------- | ------------------------------ | ------------ | --------- | ---------------------------------------------------- | ------------------- |
| 08/1946 (partielles) | Khuang Aphaiwong    |            |                                |              | 18 / 82   | Opposition                                           |                     |
| 1948                 | Khuang Aphaiwong    | 53 / 99    | Majorité (1948)                | Aphaiwong IV |           |                                                      |                     |
| 1948                 | Khuang Aphaiwong    | 53 / 99    | Opposition (1948-1951)         |              |           |                                                      |                     |
| 02/1957              | Khuang Aphaiwong    | 31 / 160   | Opposition                     |              |           |                                                      |                     |
| 12/1957              | Khuang Aphaiwong    | 39 / 160   | Opposition                     |              |           |                                                      |                     |
| 1969                 | Seni Pramot         | 57 / 219   | Opposition                     |              |           |                                                      |                     |
| 1975                 | Seni Pramot         | 72 / 269   | Majorité (en coalition) (1975) | S. Pramot II |           |                                                      |                     |
| 1975                 | Seni Pramot         | 72 / 269   | Opposition (1975-1976)         |              |           |                                                      |                     |
| 1976                 | Seni Pramot         | 4 745 990  | 25,31                          | 1er          | 114 / 279 | Majorité (majorité absolue en coalition)             | S. Pramot III et IV |
| 1979                 | Thanat Khoman       | 2 865 248  | 14,57                          | 4e           | 35 / 301  | Opposition                                           |                     |
| 1983                 | Phichai Rattakul    | 4 144 414  | 15,63                          | 3e           | 56 / 324  | Minorité (coalition)                                 | Tinsulanonda II     |
| 1986                 | Phichai Rattakul    | 8 477 701  | 22,50                          | 1er          | 100 / 347 | Majorité (majorité absolue en coalition)             | Tinsulanonda III    |
| 1988                 | Phichai Rattakul    | 4 456 077  | 11,29                          | 3e           | 48 / 357  | Minorité (coalition) (1988-1990)                     | Chunhawan I         |
| 1988                 | Phichai Rattakul    | 4 456 077  | 11,29                          | 3e           | 48 / 357  | Opposition (1990-1991)                               |                     |
| 03/1992              | Chuan Likphai       | 4 705 376  | 10,57                          | 4e           | 44 / 360  | Opposition                                           |                     |
| 09/1992              | Chuan Likphai       | 9 703 672  | 21,02                          | 1er          | 79 / 360  | Majorité (majorité absolue en coalition)             | Likphai I           |
| 1995                 | Chuan Likphai       | 12 325 423 | 22,28                          | 2e           | 86 / 391  | Opposition                                           |                     |
| 1996                 | Chuan Likphai       | 18 087 006 | 31,78                          | 2e           | 123 / 393 | Opposition (1996-1997)                               |                     |
| 1996                 | Chuan Likphai       | 18 087 006 | 31,78                          | 2e           | 123 / 393 | Majorité (majorité absolue en coalition) (1997-2001) | Likphai II          |
| 2001                 | Chuan Likphai       | 7 610 789  | 26,58                          | 2e           | 128 / 500 | Opposition                                           |                     |
| 2005                 | Banyat Bantadtan    | 7 210 742  | 23,22                          | 2e           | 96 / 500  | Opposition                                           |                     |
| 2007                 | Aphisit Wetchachiwa | 12 148 504 | 40,45                          | 2e           | 165 / 480 | Opposition (2008)                                    |                     |
| 2007                 | Aphisit Wetchachiwa | 12 148 504 | 40,45                          | 2e           | 165 / 480 | Majorité (majorité absolue en coalition) (2008-2011) | Wetchachiwa         |
| 2011                 | Aphisit Wetchachiwa | 11 435 640 | 35,15                          | 2e           | 159 / 500 | Opposition                                           |                     |
| 2019                 | Aphisit Wetchachiwa | 3 947 726  | 10,92                          | 4e           | 53 / 500  | Minorité (coalition)                                 | Chan-o-cha II       |
| 2023                 | Jurin Laksanawisit  | 925 349    | 2,44                           | 6e           | 25 / 500  | Opposition (2023-2024)                               |                     |
| 2023                 | Jurin Laksanawisit  | 925 349    | 2,44                           | 6e           | 25 / 500  | Minorité (coalition) (à partir de 2024)              | P. Shinawatra       |

### Élections locales

#### Conseil métropolitain de Bangkok
| Année | Voix    | %     | Rang | Sièges  |
| ----- | ------- | ----- | ---- | ------- |
| 1986  |         |       |      | 35 / 54 |
| 1990  | 1 / 57  |       |      |         |
| 1994  | 8 / 55  |       |      |         |
| 1998  | 22 / 60 |       |      |         |
| 2002  | 30 / 61 |       |      |         |
| 2006  | 34 / 57 |       |      |         |
| 2010  | 45 / 61 |       |      |         |
| 2022  | 348 852 | 15,06 | 3e   | 9 / 50  |

##### Gouverneur de Bangkok
| Année | Candidat              | Voix      | %     | Rang | Statut |
| ----- | --------------------- | --------- | ----- | ---- | ------ |
| 1975  | Thammaboon Thienngern | 99 247    |       | 1er  | Élu    |
| 1985  | Chana Roongsaeng      | 241 001   | 25,35 | 2e   | Battu  |
| 1990  | Prawit Rujirawong     | 60 947    | 5,50  | 3e   | Battu  |
| 1992  | Bhichit Rattakul      | 305 740   | 40,39 | 2e   | Battu  |
| 1996  | Bhichit Rattakul      | 768 994   | 49,47 | 1er  | Élu    |
| 2000  | Thawatchai Sachakul   | 247 650   | 11,17 | 3e   | Battu  |
| 2004  | Apirak Kosayothin     | 911 441   | 38,20 | 1er  | Élu    |
| 2008  | Apirak Kosayothin     | 991 018   | 45,93 | 1er  | Élu    |
| 2009  | Sukhumbhand Paribatra | 934 602   | 45,41 | 1er  | Élu    |
| 2013  | Sukhumbhand Paribatra | 1 256 349 | 47,75 | 1er  | Élu    |
| 2022  | Suchatvee Suwansawat  | 254 723   | 9,60  | 2e   | Battu  |

##### Organisations administratives provinciales
| Année | Présidents |
| ----- | ---------- |
| 2020  | 1 / 76     |